# Dorothea Wierer
Dorothea Wierer (* 3. April 1990 in Bruneck, Südtirol) ist eine italienische Biathletin. Bei den Weltmeisterschaften 2019 wurde sie als erste Italienerin Weltmeisterin im Biathlon und konnte bei den Weltmeisterschaften 2020 zwei weitere Titel erlangen. Zudem konnte sie den Gesamtweltcup 2018/19 für sich entscheiden und diesen Titel im Weltcup 2019/20 verteidigen.

## Karriere
Mit dem Biathlonsport begann Wierer im Alter von zehn Jahren, 2006 rückte sie in den italienischen Nationalkader auf. Seit 2010 war sie Mitglied der B-Nationalmannschaft, heute ist sie Teil des A-Elite-Teams.

### Jugendbereich (bis 2009)
Seit der Saison 2006/07 startete Wierer zunächst im Italiencup, später im Europacup der Junioren. In der darauf folgenden Saison kamen Rennen des Alpencups hinzu. In Martell nahm sie 2007 an ihren ersten Jugendweltmeisterschaften teil. Mit einem zehnten Platz im Einzel, Rang 16 im Sprint und 14 in der Verfolgung sowie einem zehnten Platz mit der Staffel erreichte Wierer gute Resultate.
Noch besser wurden die Ergebnisse bei den Jugendweltmeisterschaften 2008 in Ruhpolding, wo die Italienerin den Titel im Einzel gewann, Achte des Sprints und 21. der Verfolgung wurde. Mit Alexia Runggaldier und Monika Messner gewann sie zudem die Bronzemedaille in der Staffel hinter den Mannschaften aus Deutschland und Norwegen. Bei den Junioreneuropameisterschaften 2008 in Nové Město na Moravě kamen die Ränge 17 im Einzel, 26 im Sprint und fünf in der Staffel hinzu. Im weiteren Verlauf des Jahres nahm Wierer an den Sommerbiathlon-Weltmeisterschaften 2008 der Junioren in Haute-Maurienne teil, wo sie als Fünfte im Sprint sowie als Viertplatzierte im Verfolgungsrennen und mit der Staffel knapp Medaillen verpasste.
Zur Saison 2008/09 debütierte Wierer im IBU-Cup. Ihre ersten Rennen bestritt sie in Obertilliach und gewann als 34. eines Einzels und 21. eines Sprints sogleich erste Punkte. Daran schloss sich in Oberhof 2009 das erste Rennen im Biathlon-Weltcup an. Mit Rang 69 im Sprint erreichte sie im ersten Rennen ihr lange Zeit bestes Einzelresultat, das Bestand bis zum ersten Gewinn von Weltcuppunkten hatte. Im weiteren Saisonverlauf konnte sie ihre Bestleistung im IBU-Cup bis zu einem elften Platz in einem Verfolgungsrennen in Martell verbessern. In Canmore trat Wierer erneut erfolgreich bei den Jugendweltmeisterschaften an und gewann den Titel in der Verfolgung, nachdem sie als Viertplatzierte im Sprint noch knapp eine Medaille verpasste. Mit Nicole Gontier und Runggaldier gewann sie zudem erneut die Bronzemedaille im Staffelrennen. Im Einzel kam sie auf Platz sieben.

### Juniorenbereich (2010 und 2011)
Die erste Saison als Juniorin verlief für Dorothea Wierer weniger erfolgreich; sie wurde nur zweimal im IBU-Cup eingesetzt und bei ihren vierten Juniorenweltmeisterschaften in Torsby gewann die Italienerin dieses Mal keine Medaillen, wenngleich sie dennoch wieder gute Ergebnisse erreichte: Im Einzel kam sie auf den sechsten Platz, wurde 13. im Sprint und Elfte der Verfolgung.
In Hochfilzen wurde Wierer früh in der Saison 2010/11 wieder im Weltcup eingesetzt. Mit Michela Ponza, Katja Haller und Karin Oberhofer erreichte sie in ihrem ersten Staffelrennen einen neunten Platz. Kurios verlief dabei der Wechsel von Oberhofer auf Wierer, da Wierer mehrere Sekunden zu spät beim Wechsel war und Oberhofer auf ihre Mannschaftskameradin warten musste. Einfluss auf das Gesamtergebnis hatte das jedoch nicht, zu dem Wierer mit nur zwei Nachladern eine gute Leistung beisteuerte. In Ruhpolding konnte sie als 24. des Sprints erstmals Punkte in einem Weltcuprennen gewinnen. Ihren endgültigen Durchbruch hatte Dorothea Wierer bei den Juniorenweltmeisterschaften 2011 im tschechischen Nové Město na Moravě. Im Einzel, im Sprint und in der Verfolgung wurde sie Junioren-Weltmeisterin und gewann mit der Staffel die Silbermedaille. Auch bei den darauf folgenden Europameisterschaften in Ridnaun war sie erfolgreich und gewann Silber und Gold in Juniorinnen-Sprint und Juniorinnen-Verfolgung sowie mit Silber in der Damenstaffel ihre erste Medaille im Seniorenbereich. Aufgrund dieser Ergebnisse wurde Wierer für die Weltmeisterschaften 2011 nominiert. Dort belegte Wierer im Verfolgungsrennen Platz neun und erreichte damit ihr erstes Top-10-Resultat.

### Anfänge im Weltcup und erste Staffel-Medaillen (2012 bis 2014)
In der Saison 2011/12 lief Wierer erstmals von Beginn an im Weltcup. Allerdings konnte sie nicht an die Ergebnisse der vorangegangenen Saison anknüpfen und erreichte nur einmal, beim Sprint in Nové Město, die Punkteränge. Dennoch wurde sie für die Weltmeisterschaften 2012 in Ruhpolding nominiert und beendete die Saison als 87. im Gesamtweltcup.
Besser verlief die darauffolgende Saison 2012/13, in der Wierer regelmäßig Weltcuppunkte erzielte. Bei den Weltmeisterschaften 2013 in Nové Město gewann sie als Startläuferin mit der italienischen Staffel an der Seite von Gontier, Ponza und Oberhofer überraschend Bronze und damit die erste Medaille für eine italienische Frauenstaffel bei Biathlon-Weltmeisterschaften. Im Sprint wurde sie 50., im Verfolger 59. In ihrem letzten Saisonrennen, der Verfolgung in Chanty-Mansijsk, erlief Wierer mit Platz 19 ihre beste Einzelplatzierung der Saison. Bei den Sommerbiathlon-Weltmeisterschaften 2013 gewann sie die Goldmedaille im Sprint.
In den Biathlon-Weltcup 2013/14 startete Wierer mit ihrem bis dahin besten Einzelergebnis, einem 7. Platz im Sprint von Östersund. In dieser Saison gelangen ihr insgesamt fünf Top-10-Platzierungen und mit einem dritten Platz in der Verfolgung auf der Pokljuka ihre erste individuelle Podestplatzierung im Weltcup. Zudem trat sie erstmals bei den Olympischen Winterspielen an, die in Sotschi stattfanden. Dort wurde sie im Sprint Sechste und gewann Bronze mit der Mixed-Staffel.

### Durchbruch und Etablierung in der Weltspitze (2015 bis 2018)

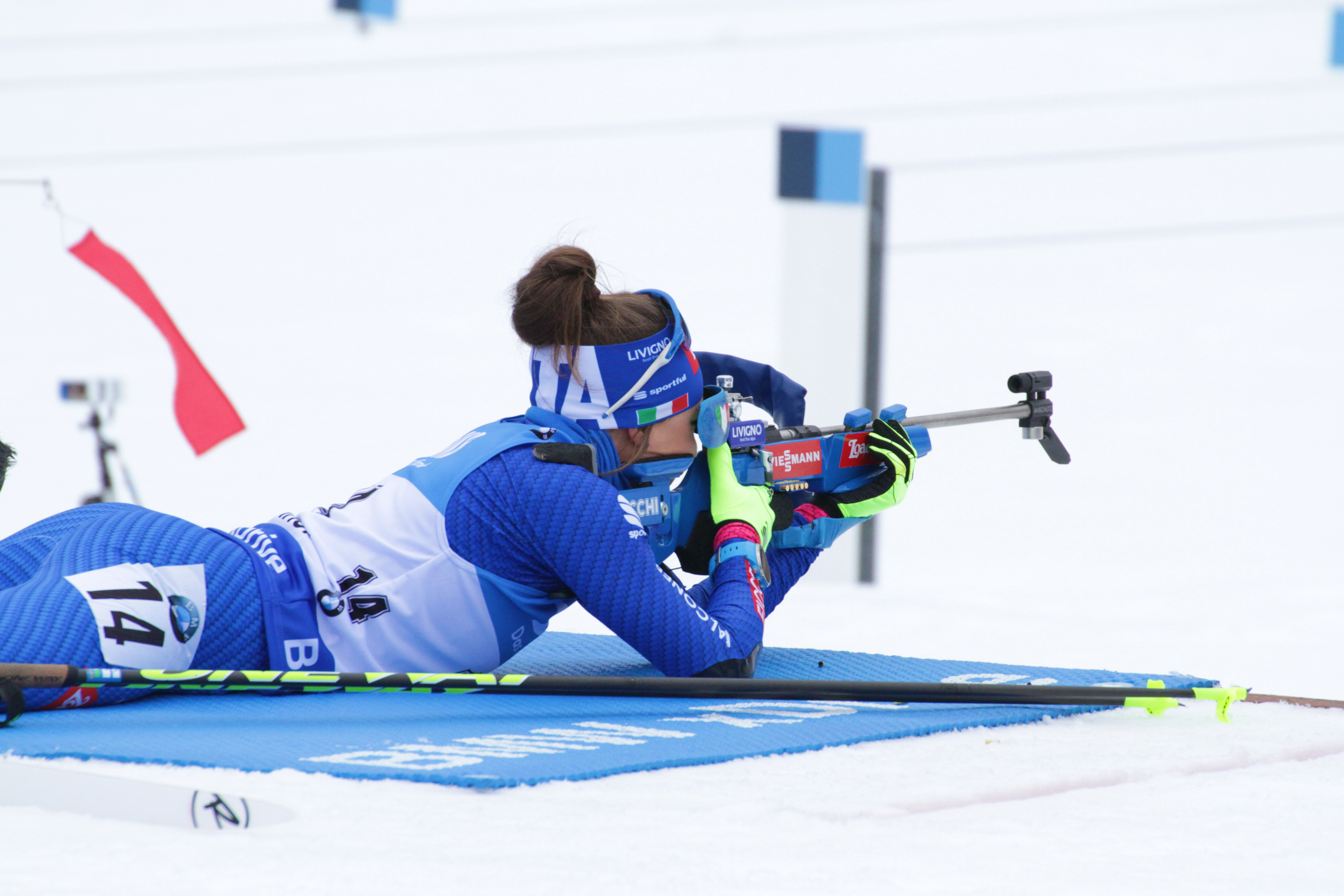
Beim Weltcup in Oberhof im Jänner 2018

Zur Saison 2014/15 etablierte sich Wierer in der Weltspitze, erzielte mit zwei zweiten Plätzen und einem dritten Platz drei Podiumsplatzierungen und lag am Saisonende auf Platz 7 der Gesamtweltcupwertung. Bei den Weltmeisterschaften 2015 in Kontiolahti verpasst sie im Einzel 0,4 Sekunden hinter Kaisa Mäkäräinen ihre erste Einzelmedaille bei Weltmeisterschaften nur knapp. Mit der Staffel gewann sie erneut Bronze.
Beim Weltcup in Östersund 2015 gelang ihr mit einem Sieg im Einzel ihr erster Weltcupsieg. Da dies das erste Rennen der Saison war, trug sie danach das Gelbe Trikot der Gesamtführenden im Weltcup. Durch einen weiteren Sieg im Einzel von Ruhpolding und einen achten Platz bei den Weltmeisterschaften 2016 in Oslo konnte sie am Ende der Saison den Einzelweltcup mit zwei Punkten Vorsprung vor Marie Dorin-Habert gewinnen. Bei den Weltmeisterschaften gewann sie mit dem zweiten Platz in der Verfolgung Silber und damit ihre erste WM-Einzelmedaille. Beim Weltcup in Hochfilzen gewann sie zum ersten Mal ein Rennen mit der italienischen Staffel. Zudem gewann Wierer den Massenstart im kanadischen Canmore. In der Gesamtweltcupwertung belegte sie am Ende den dritten Platz.
Die Saison 2016/17 startete für Wierer wiederum konstant erfolgreich. Im Dezember stand sie bereits zweimal auf dem Podium und im Januar erreichte sie mehrere Top-10-Ergebnisse. Die Weltmeisterschaften in Hochfilzen verliefen weniger erfolgreich, anders als in den Vorjahren holte sie keine Medaille beim Großereignis. Auch im Rest der Saison landete die Italienerin nur einmal unter den besten zehn, allerdings im Gesamtweltcup auf dem fünften Platz.
Auch in den olympischen Winter 2017/18 startete Wierer ähnlich wie in den vorherigen mit zwei Weltcup-Podien im Dezember. Der Januar verlief noch erfolgreicher und in Ruhpolding gewann sie mit dem Einzel ihr erstes Rennen seit fast zwei Jahren. Bei den Olympischen Winterspielen 2018 im koreanischen Pyeongchang wurde sie Siebte im Einzel und Sechste im Massenstart, verpasste aber die angestrebte Einzelmedaille. Allerdings holte Wierer erneut Bronze mit der italienischen Mixed-Staffel. Diese konnte dann in Kontiolahti beim ersten Weltcup nach den Spielen erstmals ein Rennen gewinnen. In der Gesamtwertung landete Wierer erneut auf dem fünften Platz.

### Zweifache Gesamtweltcupsiegerin und vierfache Weltmeisterin (2019 bis 2023)

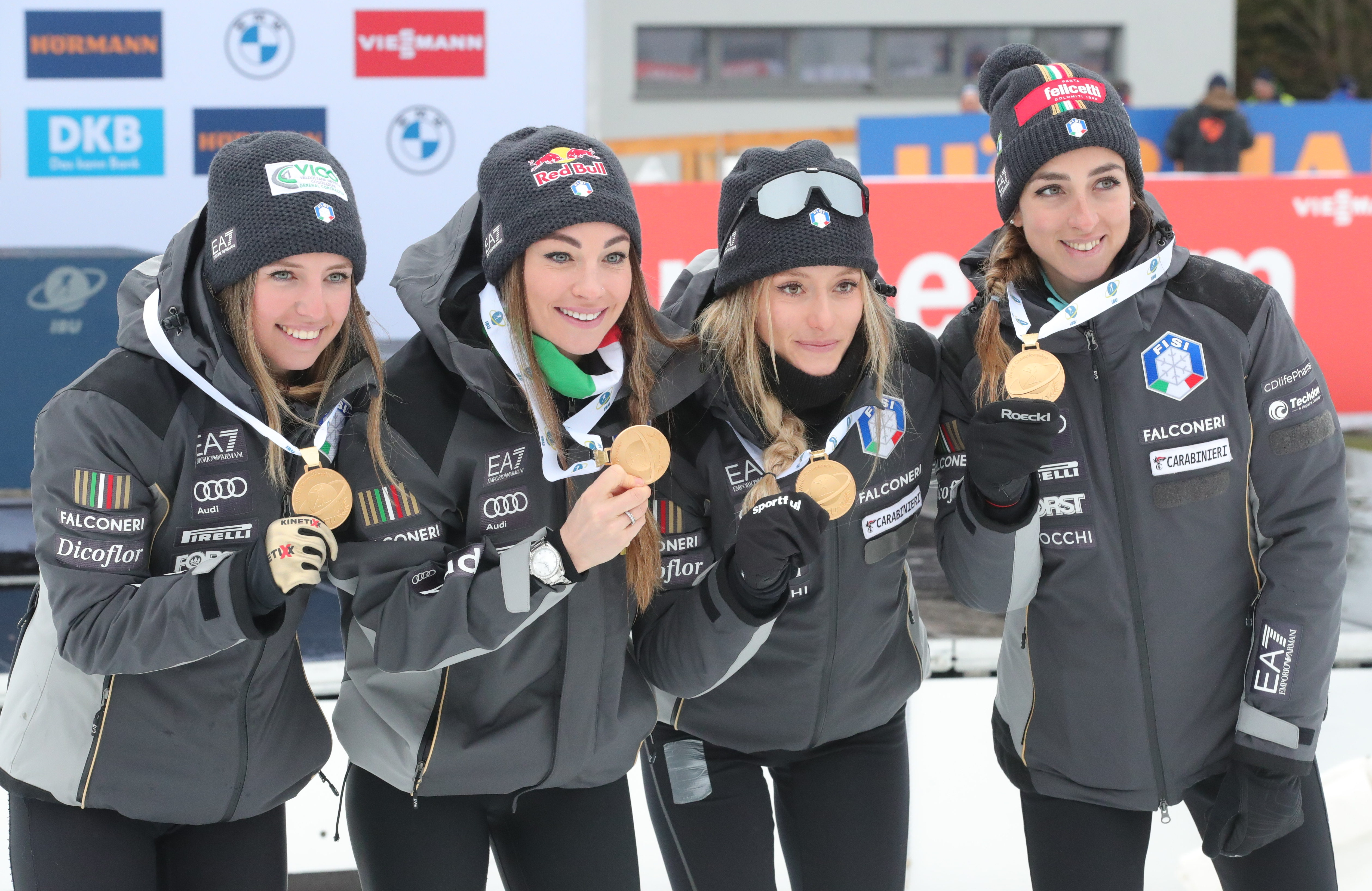
Wierer (zweite von links) mit Samuela Comola, Hannah Auchentaller und Lisa Vittozzi nach dem Weltmeistertitel 2023 in der Staffel

Nach einem zweiten Platz im Sprint in Pokljuka 2018 trug Dorothea Wierer zum zweiten Mal das Gelbe Trikot. Sie verteidigte dieses in der Verfolgung, die sie ebenfalls auf dem zweiten Rang beendete. Beim Sprint in Hochfilzen am 13. Dezember 2018 gewann Wierer mit 0,6 Sekunden Vorsprung auf Kaisa Mäkäräinen zum ersten Mal ein Sprintrennen im Weltcup, im Jänner 2019 dann erstmals in einer Verfolgung und in ihrer Heimat Antholz. Bei den Übersee-Rennen in Canmore und Soldier Hollow konnte sie kein Podium erreichen und musste nach der Verfolgung in Soldier Hollow das Gelbe Trikot an ihre Teamkollegin Lisa Vittozzi abgeben. Mit Lukas Hofer gewann sie dort erstmals eine Single-Mixed-Staffel. Mit diesem Sieg ist sie nach Martin Fourcade und Marie Dorin-Habert die dritte Biathletin, die in allen Disziplinen einen Weltcup-Sieg erzielen konnte.
Auch die Weltmeisterschaften 2019 in Östersund begannen für sie mit einer Medaille, Bronze in der Mixed-Staffel. Im weiteren Verlauf der Titelkämpfe erreichte sie Silber in der Single-Mixed-Staffel, wiederum mit Hofer, und konnte schließlich am abschließenden Tag aufgrund einer guten Schießleistung mit Gold im Massenstart ihren ersten großen Einzeltitel und damit auch den ersten WM-Titel einer italienischen Dame überhaupt gewinnen. Dadurch erlangte sie auch das Gelbe Trikot zurück. Dieses behielt sie danach bis zum Ende der Saison und konnte damit als erste Italiererin den Gesamtweltcup für sich entscheiden. Zudem gewann sie auch die Weltcupwertung in der Verfolgung.
In die Weltcupsaison 2019/20 startete Wierer mit einem Sieg mit der italienischen Mixed-Staffel in Östersund. Auch den Sprint an selber Stelle konnte sie für sich entscheiden, ebenso jenen in Hochfilzen. In Le Grand-Bornand stand sie als Zweite des Massenstarts ebenfalls auf dem Podest, wodurch sie erneut als Führende im Gelben Trikot in die Weihnachtspause ging.
Bei den Weltmeisterschaften 2020 in Antholz gewann Wierer nach einem siebten Platz im Sprint die Goldmedaille in der Verfolgung und die Goldmedaille im Einzel. Sie gewann zudem erneut den Gesamtweltcup und war damit die erste Athletin seit Magdalena Forsberg in der Saison 2001/02, der die Titelverteidigung gelang. Außerdem gewann sie erstmals die Weltcupwertung im Massenstart.
Anders als sie 2017 ursprünglich angekündigt hatte, setzte Wierer ihre Karriere auch nach den Weltmeisterschaften in Antholz fort.
Zum Auftakt der Weltcupsaison 2020/21 gewann Wierer das Einzelrennen in Kontiolahti, mit 0,8 Sekunden Vorsprung vor Denise Herrmann. Im restlichen Saisonverlauf konnte sie nicht mehr an die starke Form aus der Vorsaison anknüpfen, ihr gelangen nur ein Sieg und vier weitere Podestplätze. Einzig den Einzelweltcup konnte sie gemeinsam mit Lisa Hauser gewinnen, im Gesamtweltcup wurde Wierer Fünfte. Auch bei den Weltmeisterschaften 2021 in Pokljuka blieb sie ohne Medaille.
Bei den Olympischen Spielen 2022 in Peking gewann sie im Sprint die Bronzemedaille und somit erstmalig eine olympische Einzelmedaille. Bei den Sommerbiathlon-Weltmeisterschaften im gleichen Jahr war die Italienerin erfolgreichste weibliche Athletin. Sowohl im Supersprint als auch beim Gala-Massenstart gewann sie die Goldmedaille.
In der Saison 2022/23 gewann Wierer bei den Weltmeisterschaften 2023 in Oberhof mit der italienischen Mixedstaffel mit Lisa Vittozzi, Didier Bionaz und Tommaso Giacomel die Silbermedaille und mit der Damenstaffel um Vittozzi, Samuela Comola und Hannah Auchentaller die Goldmedaille, womit erstmalig eine italienische Damenstaffel bei Weltmeisterschaften triumphierte. Die Saison 2022/23 beendete Wierer auf Gesamtrang zwei, knapp 30 Punkte vor Lisa Vittozzi. Vor allem das vorletzte Weltcupwochenende in Östersund trug zu diesem Erfolg bei – Wierer gewann sowohl das Einzel- als auch das Massenstartrennen. Zuvor hatte sie schon den Sprint von Antholz gewinnen können.

### Gegenwart (seit 2023)
Nachdem Wierer schon kurz vor Saisonstart krank geworden war, erkrankte sie während der ersten drei Weltcupstationen der neuen Saison erneut mehrmals an Infekten. Trotz ihres schlechten gesundheitlichen Zustands lief sie fast alle Rennen, konnte aber keines unter den ersten Zehn abschließen. Nach dem Sprint in Lenzerheide, den sie auf Rang 32 beendete, trat sie nicht mehr bei der anschließenden Verfolgung an. Sie sei in jeder Saison in der Vergangenheit einmal krank gewesen, aber es sei noch nie so schlimm gewesen, sagte sie in einem Interview mit dem norwegischen Sender NRK. So habe sie in Hochfilzen kaum Luft bekommen. Daraufhin ließ sie die beiden Weltcups in Deutschland aus und ging erst wieder in Antholz an den Start. Beim verkürzten Einzel wurde sie 14., mit der Mixed-Staffel Zweite. Bei den anschließenden Weltmeisterschaften 2024 in Nové Město na Moravě war ihr bestes Resultat der Zehnte Platz im Sprint. Nach den Weltmeisterschaften beendete sie die Saison vorzeitig. Mit Platz 40 im Gesamtweltcup, verpasste Wierer dort erstmals seit zehn Jahren die Top 10. Nachdem es immer wieder Spekulationen um ein mögliches Karriereende gegeben hatte, verkündete Wierer im Mai 2024, ihre Karriere bis zu den Olympischen Spielen 2026 in ihrer Heimat Antholz fortsetzen zu wollen.
Auch im Winter 2024/25 gelang Dorothea Wierer kein Podestplatz, sie lief aber wieder einige Male in die Top 10. Ihre besten Ergebnisse waren zwei vierte Plätze im Massenstart von Ruhpolding und im Sprint von Antholz. Die Saison schloss sie auf Gesamtrang 13 ab.

## Privates
Dorothea Wierer wuchs als drittes von fünf Kindern in Niederrasen im Antholzer Tal auf; ein Bruder und eine Schwester waren im Jugendbereich ebenfalls als Biathleten aktiv. Sie besuchte die Sportoberschule in Mals und legte dort 2009 die Matura ab. Seitdem arbeitet sie bei der Guardia di Finanza und wird in deren Sportgruppe gefördert.
Im Mai 2015 heiratete Wierer ihren langjährigen Lebensgefährten, den Trentiner Skilanglauftrainer Stefano Corradini. Das Paar lebt in Castello-Molina im Fleimstal.

## Trivia
Seit 2017 hat Dorothea Wierer eine eigene Modelinie namens „Doro Style“. Diese entwirft und entwickelt sie gemeinsam mit dem italienischen Sportbekleidungshersteller Sportful.
Dorothea Wierer arbeitete während der Olympischen Sommerspiele 2024 in Paris als Korrespondentin und Expertin für den Streamingdienst Discovery+. Sie moderierte dort ihre eigene Rubrik in Form eines Olympia-Tagebuchs mit dem Namen „Parigi Doro“ für das italienische Programm.
Am Ende der Saison 2024/25 gewann Wierer das „silberne Trikot“ – eine vom Athletenkomitee inoffiziell vergebene Auszeichnung für die beste Athletin und den besten Athleten über 33 Jahren im Gesamtweltcup.

## Statistiken

### Weltcup

#### Weltcupsiege
| Nr. | Datum         | Ort            | Disziplin   |
| --- | ------------- | -------------- | ----------- |
| 1.  | 3. Dez. 2015  | Östersund      | Einzel      |
| 2.  | 14. Jan. 2016 | Ruhpolding     | Einzel      |
| 3.  | 6. Feb. 2016  | Canmore        | Massenstart |
| 4.  | 11. Jan. 2018 | Ruhpolding     | Einzel      |
| 5.  | 13. Dez. 2018 | Hochfilzen     | Sprint      |
| 6.  | 26. Jan. 2019 | Antholz        | Verfolgung  |
| 7.  | 17. März 2019 | Östersund (WM) | Massenstart |
| 8.  | 1. Dez. 2019  | Östersund      | Sprint      |
| 9.  | 12. Dez. 2019 | Hochfilzen     | Sprint      |
| 10. | 16. Feb. 2020 | Antholz (WM)   | Verfolgung  |
| 11. | 18. Feb. 2020 | Antholz (WM)   | Einzel      |
| 12. | 28. Nov. 2020 | Kontiolahti    | Einzel      |
| 13. | 23. Jan. 2022 | Antholz        | Massenstart |
| 14. | 19. Jan. 2023 | Antholz        | Sprint      |
| 15. | 9. März 2023  | Östersund      | Einzel      |
| 16. | 12. März 2023 | Östersund      | Massenstart |

| Nr. | Datum         | Ort         | Disziplin              |
| --- | ------------- | ----------- | ---------------------- |
| 1.  | 13. Nov. 2015 | Hochfilzen  | Staffel 1              |
| 2.  | 10. März 2018 | Kontiolahti | Mixed-Staffel 2        |
| 3.  | 16. Dez. 2018 | Hochfilzen  | Staffel 3              |
| 4.  | 17. Feb. 2019 | Midway      | Single-Mixed-Staffel 4 |
| 5.  | 30. Nov. 2019 | Östersund   | Mixed-Staffel 2        |

#### Weltcupplatzierungen
Die Tabelle zeigt alle Platzierungen (je nach Austragungsjahr einschließlich Olympische Spiele und Weltmeisterschaften).
- 1.–3. Platz: Anzahl der Podiumsplatzierungen
- Top 10: Anzahl der Platzierungen unter den ersten zehn (einschließlich Podium)
- Punkteränge: Anzahl der Platzierungen innerhalb der Punkteränge (einschließlich Podium und Top 10)
- Starts: Anzahl gelaufener Rennen in der jeweiligen Disziplin
- Staffel: inklusive Mixed- und Single-Mixed-Staffeln

| Platzierung               | Einzel | Sprint | Verfolgung | Massenstart | Staffel | Gesamt |
| ------------------------- | ------ | ------ | ---------- | ----------- | ------- | ------ |
| 1. Platz                  | 6      | 4      | 2          | 4           | 5       | 21     |
| 2. Platz                  |        | 6      | 7          | 2           | 7       | 22     |
| 3. Platz                  |        | 4      | 7          | 2           | 10      | 23     |
| Top 10                    | 11     | 38     | 33         | 17          | 61      | 160    |
| Punkteränge               | 19     | 77     | 62         | 39          | 68      | 265    |
| Starts                    | 27     | 95     | 67         | 39          | 68      | 296    |
| Stand: Saisonende 2024/25 |        |        |            |             |         |        |

### Olympische Winterspiele
Ergebnisse bei Olympischen Winterspielen:
| Olympische Winterspiele | Olympische Winterspiele | Einzel | Sprint | Verfolgung | Massenstart | Damenstaffel | Mixedstaffel |
| Jahr                    | Ort                     | Einzel | Sprint | Verfolgung | Massenstart | Damenstaffel | Mixedstaffel |
| ----------------------- | ----------------------- | ------ | ------ | ---------- | ----------- | ------------ | ------------ |
| 2014                    | Sotschi                 | DNS    | 06.    | 17.        | 25.         | 6.           | 3.           |
| 2018                    | Pyeongchang             | 07.    | 18.    | 15.        | 06.         | 9.           | 3.           |
| 2022                    | Peking                  | 18.    | 3.     | 06.        | 22.         | 5.           | 9.           |

### Weltmeisterschaften
Ergebnisse bei den Weltmeisterschaften:
| Weltmeisterschaften | Weltmeisterschaften | Einzel | Sprint | Verfolgung | Massenstart | Damenstaffel | Mixedstaffel | Single-Mixedstaffel |
| Jahr                | Ort                 | Einzel | Sprint | Verfolgung | Massenstart | Damenstaffel | Mixedstaffel | Single-Mixedstaffel |
| ------------------- | ------------------- | ------ | ------ | ---------- | ----------- | ------------ | ------------ | ------------------- |
| 2011                | Chanty-Mansijsk     | –      | 27.    | 09.        | 20.         | 04.          | –            | nicht ausgetragen   |
| 2012                | Ruhpolding          | 41.    | 61.    | –          | –           | 12.          | –            | nicht ausgetragen   |
| 2013                | Nové Město          | 58.    | 21.    | 30.        | –           | 3.           | 04.          | nicht ausgetragen   |
| 2015                | Kontiolahti         | 04.    | 20.    | 09.        | 26.         | 3.           | 07.          | nicht ausgetragen   |
| 2016                | Oslo                | 08.    | 05.    | 2.         | 20.         | 07.          | 08.          | nicht ausgetragen   |
| 2017                | Hochfilzen          | 16.    | 21.    | 10.        | 08.         | 05.          | 04.          | nicht ausgetragen   |
| 2019                | Östersund           | 08.    | 10.    | 20.        | 1.          | –            | 3.           | 2.                  |
| 2020                | Antholz             | 1.     | 07.    | 1.         | 2.          | 10.          | 2.           | 9.                  |
| 2021                | Pokljuka            | 09.    | 20.    | 04.        | 08.         | 09.          | 06.          | 5.                  |
| 2023                | Oberhof             | 15.    | 19.    | 11.        | 14.         | 1.           | 2.           | –                   |
| 2024                | Nové Město          | 14.    | 10.    | 21.        | 20.         | 11.          | 10.          | –                   |
| 2025                | Lenzerheide         | −      | 21.    | −          | −           | 7.           | 7.           | 7.                  |

### Juniorenweltmeisterschaften
Ergebnisse bei den Juniorenweltmeisterschaften:
| Weltmeisterschaften | Weltmeisterschaften | Einzel | Sprint | Verfolgung | Staffel |
| Jahr                | Ort                 | Einzel | Sprint | Verfolgung | Staffel |
| ------------------- | ------------------- | ------ | ------ | ---------- | ------- |
| 2007                | Martell             | 10.    | 16.    | 14.        | 12.     |
| 2008                | Ruhpolding          | 01.    | 08.    | 21.        | 03.     |
| 2009                | Canmore             | 07.    | 04.    | 01.        | 03.     |
| 2010                | Torsby              | 06.    | 13.    | 11.        | –       |
| 2011                | Nové Město          | 01.    | 01.    | 01.        | 02.     |

### Weltcupwertungen
Ergebnisse bei Biathlon-Weltcups (Disziplinen- und Gesamtweltcup) gemäß Punktesystem:
| Saison  | Einzel | Einzel | Sprint | Sprint | Verfolgung | Verfolgung | Massenstart | Massenstart | Gesamt | Gesamt |
| Saison  | Platz  | Punkte | Platz  | Punkte | Platz      | Punkte     | Platz       | Punkte      | Platz  | Punkte |
| ------- | ------ | ------ | ------ | ------ | ---------- | ---------- | ----------- | ----------- | ------ | ------ |
| 2010/11 | –      | –      | 56.    | 032    | 45.        | 037        | 39.         | 021         | 52.    | 090    |
| 2011/12 | –      | –      | 75.    | 006    | –          | –          | –           | –           | 87.    | 006    |
| 2012/13 | 39.    | 021    | 40.    | 063    | 29.        | 087        | –           | –           | 38.    | 171    |
| 2013/14 | 07.    | 062    | 18.    | 145    | 15.        | 143        | 21.         | 055         | 16.    | 405    |
| 2014/15 | 14.    | 070    | 04.    | 335    | 05.        | 215        | 11.         | 131         | 07.    | 751    |
| 2015/16 | 01.    | 154    | 03.    | 327    | 02.        | 348        | 08.         | 148         | 03.    | 965    |
| 2016/17 | 22.    | 047    | 08.    | 246    | 05.        | 287        | 05.         | 156         | 05.    | 721    |
| 2017/18 | 06.    | 060    | 08.    | 228    | 04.        | 264        | 11.         | 131         | 05.    | 681    |
| 2018/19 | 07.    | 089    | 02.    | 330    | 01.        | 327        | 02.         | 194         | 01.    | 904    |
| 2019/20 | 02.    | 114    | 02.    | 305    | 02.        | 186        | 01.         | 223         | 01.    | 793    |
| 2020/21 | 01.    | 103    | 04.    | 282    | 07.        | 220        | 08.         | 144         | 05.    | 821    |
| 2021/22 | 11.    | 044    | 13.    | 196    | 09.        | 185        | 03.         | 152         | 09.    | 577    |
| 2022/23 | 05.    | 143    | 02.    | 310    | 03.        | 285        | 04.         | 169         | 02.    | 911    |
| 2023/24 | 18.    | 051    | 43.    | 048    | 39.        | 051        | –           | –           | 40.    | 150    |
| 2024/25 | –      | –      | 09.    | 202    | 13.        | 138        | 15.         | 106         | 13.    | 446    |